# Sistema Europeu de Conscientização sobre Inundações
O Sistema Europeu de Conscientização sobre Inundações (em inglês: European Flood Awareness System, ou EFAS) é uma iniciativa da Comissão Europeia para aumentar a preparação para inundações ribeirinhas em toda a Europa.
As desastrosas cheias nos rios Elba e Danúbio em 2002 confrontaram a Comissão Europeia com informações não coerentes de alerta de cheias de diferentes fontes e de qualidade variável, complicando o planeamento e a organização da ajuda. Em resposta a este evento, a Comissão Europeia iniciou o desenvolvimento de um Sistema Europeu de Sensibilização para Inundações (EFAS) para aumentar a preparação para inundações na Europa. Na sequência de uma comunicação da Comissão em 2002 sobre as inundações do Elba e do Danúbio em 2002 o Centro Comum de Investigação da Comissão Europeia foi incumbido de desenvolver o EFAS. O seu desenvolvimento foi apoiado financeiramente pela DG GROW, DG ECHO, Parlamento Europeu, bem como pela Alemanha, República Checa, Áustria, Hungria e Eslováquia através do destacamento de Peritos Nacionais.
O objetivo do EFAS é ganhar tempo para as medidas de preparação antes de ocorrerem grandes inundações, especialmente nas bacias hidrográficas transnacionais, tanto nos Estados-Membros como a nível europeu. Isto é conseguido fornecendo informação complementar de valor acrescentado aos serviços hidrológicos nacionais e mantendo o Centro Europeu de Resposta e Coordenação informado sobre as cheias em curso e sobre a possibilidade de cheias futuras em toda a Europa.
De 2005 a 2010 o EFAS foi testado em tempo real, primeiro com os Serviços Hidrológicos Nacionais e depois também com a Proteção Civil Europeia. Em 2011, EFAS passou a fazer parte do Serviço de Gestão de Emergências das Operações Iniciais da COPERNICUS e de apoio à Proteção Civil Europeia. Os componentes operacionais foram terceirizados para organizações dos Estados-Membros. EFAS está funcionando plenamente desde o outono de 2012.

## O EFAS operacional
O Sistema Europeu de Conscientização sobre Inundações (EFAS) é o primeiro sistema operacional europeu de monitoramento e previsão de enchentes em toda a Europa. Fornece informações probabilísticas de aviso prévio de cheias com até 10 dias de antecedência aos seus parceiros - os Serviços Hidrológicos Nacionais e o Centro Europeu de Resposta e Coordenação (ERCC).
Os componentes operacionais do EFAS foram terceirizados para diferentes centros :
- Centro de coleta de dados hidrológicos EFAS, terceirizado para um consórcio espanhol ( Rediam e Soologic )
- Centro de coleta de dados meteorológicos EFAS, terceirizado para KISTERS AG e Deutscher Wetterdienst
- Centro computacional EFAS, terceirizado para o Centro Europeu de Previsões Meteorológicas de Médio Prazo
- Centro de divulgação EFAS, terceirizado para um consórcio de serviços hidrometeorológicos da Suécia, Holanda e Eslováquia.

EFAS está funcionando plenamente desde outubro de 2012 como um serviço 7/375. A inundação na Europa Central de junho de 2013 foi a primeira crise de grande escala durante a qual o EFAS operacional estava reportando ativamente ao ERCC.

## História
Nas últimas décadas, ocorreram na Europa graves inundações fluviais de dimensões transnacionais. Há evidências de que, em particular, as inundações transfronteiriças podem ser mais severas em sua magnitude, afetar áreas maiores, resultar em um número maior de mortes e causar mais danos financeiros do que as inundações de rios não compartilhados. A Agência Ambiental Europeia estimou que as inundações na Europa entre 1998 e 2002 causaram cerca de 700 mortes, o deslocamento de cerca de meio milhão de pessoas e pelo menos 25 mil milhões de euros em perdas econômicas seguradas (EEA, 2003). Algumas bacias hidrográficas sofreram inundações repetidas em apenas alguns anos - por exemplo, as inundações do Reno e do Mosa em 1993 e 1995 ou as inundações do Po em 1994 e 2000.
As desastrosas inundações na bacia do Elba e do Danúbio no verão de 2002 agiram como um alerta para as autoridades nacionais e também a Comissão Europeia para investigar novas estratégias de prevenção e proteção contra inundações, com foco em ações coordenadas entre os países que compartilham a mesma bacia hidrográfica. Pouco depois das inundações de 2002, a Comissão Europeia anunciou na comunicação COM (2002) -481 o desenvolvimento de um Sistema Europeu de Sensibilização para Inundações (EFAS) ( http://www.efas.eu ). Desde então, a Europa foi atingida por vários desastres de inundação importantes, como as inundações do Elba e do Danúbio em 2006 e as inundações da Europa Central em 2010 que afetaram principalmente a Polônia, mas também a República Tcheca, Áustria, Hungria e Eslováquia.
EFAS é parte de uma estratégia para melhorar a gestão de desastres na Europa para reduzir o impacto das inundações transnacionais por meio de alerta precoce. Em primeiro lugar, o objetivo do sistema é fornecer aos serviços hidrológicos nacionais informações úteis, complementares e partilhadas sobre os eventos de cheias que se aproximam. Além disso, o EFAS fornece uma visão geral única e coerente das inundações em curso e previstas em toda a Europa, necessária para uma melhor coordenação das ações de proteção civil internacional à escala europeia durante inundações graves.

## Etapas de desenvolvimento EFAS
1999-2003 : Estudo de pesquisa , Enquanto o EFFS estava em andamento, Elba e Danúbio foram atingidos por inundações generalizadas e devastadoras em 2002. Uma vez que o modelo hidrológico foi configurado para EFFS na escala europeia e o Serviço Meteorológico Alemão concordou em fornecer dados de previsão do tempo em tempo real ao JRC durante o evento, a configuração experimental EFFS poderia ser usada para simular as inundações em curso e como Pode-se esperar que ondas de inundação descam o rio Danúbio.
2003: Após os resultados encorajadores do teste ad hoc em tempo real em 2002, a Comissão Europeia lançou o desenvolvimento de um Sistema Europeu de Alerta de Inundações em pleno funcionamento (EFAS ). O desenvolvimento foi apoiado financeiramente pela Comissão Europeia e pelo Parlamento Europeu. Além disso, a Áustria, a República Tcheca, a Alemanha, a Hungria e a Eslováquia destacaram especialistas para auxiliar o JRC na construção de tal sistema. O Serviço Meteorológico Alemão concordou em continuar a fornecer ao JRC previsões meteorológicas históricas e em tempo real para a criação e teste do EFAS.
2004: A previsão do tempo com alguns dias de antecedência está associada a muitas incertezas e, em particular, às chuvas. A fim de capturar a possibilidade de eventos extremos corretamente, sistemas de predição de conjunto foram projetados e abordagens multi-modelo são desejáveis. Acompanhe a discussão (e contribua com o tópico) no HEPEX. Portanto, em 2004 foi assinado um acordo de colaboração com o ECMWF, permitindo ao JRC incorporar também dados de predição por conjunto do ECMWF e sua previsão determinística de resolução mais alta em EFAS em tempo real. Tecnicamente, em 2004 apenas a previsão determinística pôde ser incorporada e o EPS apenas posteriormente em 2005.
2004: EFAS é adotado no Plano de Ação para Inundações do Danúbio. Um EFAS-Danúbio dedicado está sendo estabelecido.
2005: Um sistema europeu emergente de previsão de cheias foi considerado de forma crítica pelos Estados-Membros, uma vez que informações contraditórias para a protecção civil provenientes de diferentes fontes podiam causar confusão e, por conseguinte, ser contraproducente. Portanto, uma rede de parceiros EFAS foi estabelecida com regras claras de divulgação e acesso. As informações em tempo real do EFAS deveriam ser distribuídas apenas aos parceiros que concordaram em receber os dados para fins de teste. As informações em tempo real da EFAS não devem ser distribuídas ao público. Os parceiros do EFAS estavam recebendo treinamento anual sobre os produtos e o sistema para entender os conceitos do EFAS, seus pontos fortes e fracos e tiveram a oportunidade de discutir modificações no desenvolvimento, visualização, disseminação etc. Durante as inundações do Danúbio Alpino em 2005, o EFAS distribuiu os primeiros relatórios de informação do EFAS aos parceiros do EFAS. Uma vez que a rede EFAS ainda era irregular, relatórios individuais precisavam ser elaborados para cada parceiro diariamente, atualizações fornecidas etc.
EFAS torna-se um banco de testes do Hydrological Ensemble Prediction Experiment (HEPEX ).
2007: Na sequência dos pedidos dos parceiros, foi desenvolvida uma interface Web EFAS dedicada que permitiu aos parceiros aceder aos dados. Em 2007, a rede de parceiros EFAS cobria a maioria dos rios transnacionais na Europa continental. Os parceiros têm acesso ao EFAS por meio de um nome de usuário e senha dedicados e podem navegar pelas diferentes camadas de informações. O acesso ao EFAS através da interface acelerou o desenvolvimento, uma vez que mais sugestões foram apresentadas pela rede de parceiros.
2009: Metodologias EFAS, configuração documentada, bem como primeiras pontuações de habilidade publicadas. Além disso, os 16 membros do COSMO-LEPS foram integrados no EFAS como um downscaling dinâmico do EPS do ECMWF durante os primeiros 5 dias de prazo de entrega.
2009-2012: Durante este período, o JRC participou de um projeto do 7.º PQ denominado IMPRINTS sobre o desenvolvimento de um indicador de alerta precoce para inundações repentinas. Os resultados durante o IMPRINTS foram informados regularmente aos parceiros EFAS e, eventualmente, adotados para teste pela rede de parceiros. Desde 2012, as camadas de inundação repentina fazem parte do EFAS como camadas separadas.
2010: A interface EFAS foi também disponibilizada ao Centro de Informação e Vigilância da Comissão Europeia (MIC), que se tornou em 2013 o Centro Europeu de Resposta e Coordenação (ERCC). Portanto, durante as enchentes da Europa Central que afetaram principalmente a Polônia, República Tcheca, Áustria, Eslováquia e Hungria, o MIC / ERCC foi - pela primeira vez - informado com antecedência da possibilidade de grandes enchentes em vários países. Quando a Polónia ativou o mecanismo europeu de proteção civil, o MIC estava preparado e pôde reagir sem demora. As equipes no local puderam acompanhar online a situação das enchentes com uma perspectiva para os próximos dias também para os países vizinhos em uma interface exibindo informações comparáveis, códigos de cores harmonizados, idioma inglês, etc. Este foi um grande passo para o MIC / ERCC.
2011: EFAS foi inserido no Serviço de Gestão de Emergências da. O EFAS é cofinanciado pela DG GROW / COPERNICUS e pela DG ECHO.
2012: Os centros operacionais começam a montar os serviços. A transferência do sistema pré-operacional para a operação ocorreu em outubro de 2012.
2013: O primeiro teste de estresse para os centros operacionais foi em junho de 2013 com as inundações na Europa Central. O serviço funcionou bem durante todo o período.

## Parceiros EFAS e rede
- A rede EFAS é composta por Serviços Hidrológicos Nacionais e parceiros associados. Os parceiros associados podem ser autoridades de Proteção Civil associadas ao seu Serviço Hidrológico Nacional ou Regional.
- Comissão Internacional para a Proteção do Rio Danúbio (ICPDR). O EFAS foi adotado como parte do Plano de Ação para Inundações no Danúbio e desenvolveu um sistema autônomo EFAS-Danúbio. No entanto, com o desenvolvimento do sistema de informação EFAS, um sistema dedicado EFAS Danúbio tornou-se obsoleto e foi totalmente integrado no EFAS-IS operacional. Os especialistas da EFAS reportam regularmente ao ICPDR.

## Conceitos e ferramentas EFAS

### Sistemas de previsão do Ensemble - chave para tempos de aviso de inundação mais longos
A maioria dos serviços hidrológicos depende apenas de observações ou de previsões de chuva determinísticas de curto prazo de até dois dias ou menos devido ao alto grau de incerteza nas previsões meteorológicas em prazos mais longos. Como essas incertezas também são imprevisíveis, elas tornam os resultados pouco confiáveis e, portanto, inúteis para a tomada de decisões. Desde os últimos 10 anos, no entanto, a comunidade hidrológica está olhando cada vez mais para o uso de sistemas de previsão de conjunto (SEP) em vez de previsões únicas (determinísticas) para tempos de alerta de enchentes além de 48 horas. O EPS já se tornou parte integrante das previsões meteorológicas operacionais nos últimos anos. Eles são projetados para fornecer uma medida da previsibilidade do tempo e da incerteza na solução do modelo para prazos de entrega de até duas semanas, que seriam considerados bem fora da faixa de previsibilidade para modelos determinísticos. A tendência para a implementação de sistemas de previsão de conjuntos hidrológicos em centros operacionais de previsão de cheias pode ser claramente observada na Europa.
EFAS usa várias previsões do tempo e EPS como entrada. As suas previsões são baseadas em duas previsões determinísticas de médio alcance do Centro Europeu de Previsões Meteorológicas de Médio Prazo (ECMWF) e do Serviço Meteorológico Alemão (DWD) (e, portanto, modelos diferentes) e em dois conjuntos de EPS: Um da ECMWF que cobre o intervalo médio de até 15 dias globalmente (com uma resolução espacial de ~ 30 km e 51 membros, e um do Consórcio para Modelagem em Pequena Escala (COSMO), um modelo EPS de área limitada que cobre a maior parte da Europa com um alcance mais curto de até 5 dias (com uma resolução espacial de 7 km e 16 membros). A razão para usar o EPS de prazo mais curto é aumentar a disseminação do EPS nos primeiros dias e ter uma grade de informações mais precisa, em particular para áreas montanhosas. Isso permite identificar melhor a localização das enchentes na bacia do rio. Em um estudo de caso, foi demonstrado que o uso de oito EPS globais de médio alcance disponíveis em todo o mundo pode fornecer uma maior confiabilidade para os resultados, mas é computacionalmente intensivo.

### LISFLOOD - o modelo hidrológico para EFAS
O modelo hidrológico usado para EFAS é LISFLOOD. O modelo é um híbrido entre um modelo conceitual e físico de chuva-vazão combinado com um módulo de roteamento no canal do rio. O LISFLOOD foi projetado especificamente para grandes bacias hidrográficas. Uma característica particular do LISFLOOD é o seu uso forte de Sistema de Informação Geográfica (GIS) avançado, em particular como uma estrutura de modelagem dinâmica.

### Reduzindo falsos alarmes - ultrapassagem e persistência do limite
O EFAS está fornecendo informações aos serviços hidrológicos nacionais apenas quando existe o risco de que os níveis críticos de inundação sejam excedidos. No EFAS, os limites críticos são necessários em cada ponto da grade e, portanto, não podem ser derivados de observações. Em vez disso, com base em dados meteorológicos observados, séries temporais de descarga de longo prazo são calculadas em cada grade com a mesma parametrização do modelo LISFLOOD que é configurada no sistema de previsão. A partir dessas simulações de longo prazo, os períodos de retorno são estimados os períodos de retorno de 1, 2, 5 e 20 anos. Todas as previsões de inundação são comparadas com esses limites - a cada pixel - e a excedência do limite é calculada. Somente quando os limites críticos são excedidos persistentemente em várias previsões, as informações nesses locais são produzidas, por exemplo, na forma de mapas de visão geral codificados por cores ou informações de séries temporais em pontos de controle. Os critérios de persistência foram introduzidos para reduzir o número de alarmes falsos e focar em grandes inundações fluviais causadas principalmente por precipitação severa generalizada, chuva combinada com derretimento de neve ou chuvas prolongadas de intensidade média.

### Verificação
A verificação da previsão é importante para entender os pontos fortes e fracos do sistema e para construir confiança em seus resultados. Para EFAS, são aplicados dois tipos de verificação. O primeiro é baseado em eventos - para cada alerta de inundação, o acerto, o alarme falso e os erros são avaliados. Se um alerta de inundação foi enviado, mas nenhuma inundação foi observada, um alarme falso é contado. Se em algum lugar da bacia foi relatada uma inundação, um acerto foi contado. Se uma inundação foi relatada para a qual um alerta não foi enviado (mesmo se o próprio sistema simular um evento), um evento perdido é contado. Os eventos são avaliados por meio de relatórios de feedback e da mídia ao longo do ano e relatados durante a reunião anual da EFAS. Além da verificação baseada em eventos, também as pontuações de habilidade são calculadas incluindo Brier Skill Score, Root Mean Square Error, coeficiente de eficiência Nash-Sutcliffe, pontuação de probabilidade de classificação contínua, etc. Estes são relatados regularmente nos boletins EFAS e em publicações. A análise de habilidades foi relatada, por exemplo, em. Mais informações sobre pontuação de habilidade podem ser encontradas em HEPEX ,. A caixa de ferramentas de verificação específica para previsão de conjunto hidrológico também foi testada para EFAS.

## Links para outros projetos e iniciativas

### Experimento de previsão de conjunto hidrológico (HEPEX)
HEPEX foi fundada em 2004 com NOAA e ECMWF como co-presidentes. É uma iniciativa de pesquisa internacional com o objetivo de "demonstrar o valor agregado das previsões do conjunto hidrológico (HEPS) para a gestão de emergências e os setores de recursos hídricos para a tomada de decisões que têm consequências importantes para a economia, saúde pública e segurança." HEPEX está organizado em torno de seis temas principais, i) Entrada e pré-processamento, ii) Técnicas de ensemble e modelagem de processos, iii) Assimilação de dados, iv) Pós-processamento, v) Verificação e vi) Comunicação e uso na tomada de decisões. Mais informações sobre o HEPEX e a possibilidade de participar de discussões podem ser encontradas aqui. HEPEX está realizando webinars que podem ser acompanhados online com a possibilidade de fazer perguntas e participar na discussão. HEPEXwebinars são transferidos para visualização online aqui.

### Sistema Global de Conscientização sobre Inundações
Usando conceitos semelhantes desenvolvidos para o EFAS continental, um Sistema Global de Conscientização sobre Inundações (GloFAS) está sendo desenvolvido em colaboração entre o ECMWF, o JRC e outras organizações de pesquisa contribuintes. O GloFAS tornou-se totalmente operacional como parte do Copernicus Emergency Management Service em abril de 2018.
O GloFAS faz parte do Global Flood Working Group.

### Pesquisar projetos
EFAS se beneficiou dos seguintes projetos de pesquisa
- Sistema Europeu de Previsão de Cheias (projeto FP6)
- FloodSite
- EuroRisk / Preview
- Mais segura
- IMPRINTS
- KultuRisk

## Políticas relevantes da UE
- Regulamento (UE) No 911/2010 no Programa Europeu de Monitoramento da Terra (GMES) e suas operações iniciais (2011 a 2013)
- Um mecanismo de proteção civil da União
- COM (2002) 481 A RESPOSTA DA COMUNIDADE EUROPEIA À INUNDAÇÃO NA ÁUSTRIA, NA ALEMANHA E EM VÁRIOS PAÍSES REQUERENTES
- COM (2013) 216 Estratégia para a adaptação às alterações climáticas

## Publicações sobre EFAS
- EFAS publica boletins bimestrais com informações sobre a situação hidrometeorológica da Europa, eventos específicos e pontuação de habilidade no sistema EFAS.
- Raynaud, D., Thielen, J., Salamon, P., Burek, P., Anquetin, S. e Alfieri, L. (2014), Um coeficiente de escoamento dinâmico para melhorar o alerta precoce de enchentes na Europa: avaliação sobre as inundações de 2013 na Europa Central na Alemanha. Aplicações Meteorológicas doi: 10.1002 / met.1469
- Alfieri, L., Pappenberger, F., Wetterhall, F., Haiden, T., Richardson, D. e Salamon, P. (2014) Evaluation of ensemble streamflow predictions in Europe, Journal of Hydrology, 517, 913-922, doi: 10.1016 / j.jhydrol.2014.06.035, 2014.
- F. Pappenberger, Stephens E., Thielen, J., Salamon, P., Demeritt, D., van Andel, SJ, Wetterhall, F., Alfieri, L., (2013) Visualizando informações de previsão de inundação probabilística: preferências de especialistas e percepções das melhores práticas na comunicação de incertezas, Processos Hidrológicos, Edição Especial, Sistemas de Predição de Conjunto Hidrológico (HEPS), Volume 27, Edição 1, páginas 132-146,
- Burek P, Thielen Del Pozo J, Thiemig V, De Roo A. Das Europäische Hochwasser-Frühwarnsystem (EFAS). Korrespondenz Wasserwirtschaft 4/11; 2011
- Pappenberger F, Thielen Del Pozo J, Del Medico M. O impacto das melhorias da previsão do tempo na hidrologia em grande escala: analisando uma década de previsões do Sistema Europeu de Alerta de Inundação. PROCESSOS HIDROLÓGICOS 25 (7); 2011. p. 1091–1113. JRC55592
- Pappenberger F, Thielen Del Pozo J, Del Medico M. O impacto das melhorias da previsão do tempo na hidrologia em grande escala: analisando uma década de previsões do Sistema Europeu de Alerta de Inundação. PROCESSOS HIDROLÓGICOS 25 (7); 2011. p. 1091–1113. JRC55592
- Thielen J., Bartholmes J., Ramos M.-H, de Roo A. (2009) O Sistema Europeu de Alerta de Enchentes - Parte 1: Conceito e desenvolvimento, Hydro. Earth Syst. Sci., 13, 125-140
- JC Bartholmes, J. Thielen, MH Ramos e S. Gentilini (2009) The European Flood Alert System EFAS - Parte 2: Avaliação da habilidade estatística de previsões operacionais probabilísticas e determinísticas, Hydrol. Earth Syst. Sci., 13, 141-153
- M.-H. Ramos, J. Thielen e A. de Roo (2009) Prévision hydrologique d'ensemble et alerte avec le système européen d'alerte aux crues (EFAS) : cas des crues du bassin du Danube en août 2005, TRAITÉ D'HYDRAULIQUE ENVIRONNEMENTALE ; de la goutte de pluie jusqu'à la mer, Ed. (J.-M. Tanguy), HERMES, Vol. 7., HERMES, Lavoisier,
- Cloke H., Thielen J., Pappenberger F., Nobert S., Balint G., Edlund C., Koistinen A., de Saint-Aubin C., Sprokkereef E., Viel C., Salamon P. e Buizza R. (2009) Progresso na implementação de Sistemas de Predição de Conjunto Hidrológico (HEPS) na Europa para previsão operacional de cheias ; Boletim ECMWF, Outono de 2009, 121, 20-24
- R. Buizza, F. Pappenberger, P. Salamon, J. Thielen e A. de Roo (2009). Previsão probabilística de cheias EPS / EFAS para o norte da Itália: o caso de 30 de abril de 2009 ECMWF Newsletter No. 120 - Verão de 2009, p 10-16
- Pappenberger F, Bartholmes J, Thielen J, CLOKE HL, Buizza R, de Roo A (2008) Novas dimensões no alerta precoce de enchentes em todo o mundo usando previsões meteorológicas de grande conjunto. Cartas de pesquisa geofísica. 35, L10404, doi: 10.1029 / 2008GL033837
- Younis J., M.-H. Ramos e J. Thielen (2008) Previsões da EFAS para as enchentes de março a abril de 2006 na parte tcheca da bacia do rio Elba - um estudo de caso, Atmos. Sci. Deixar. 9: 88-94
- Bartholmes, J., Thielen J., e Kalas M. (2008) "Forecasting medium range flood hazard on European scale", Georisk Vol.2, No.4, December 2008, 0-00
- Kalas, M., Ramos, M.-H., Thielen, J., Babiakova, G. (2008) Avaliação das previsões de cheias europeias de médio alcance para as cheias de Março-Abril de 2006 no Rio Morava, J. Hydrol. Hydromech J. Hydrol. Hydromech, 56, 2008, 2,
- Ramos, M.-H., Bartholmes, J., Thielen-del Pozo, J. (2007) Desenvolvimento de produtos de apoio à decisão baseados em previsões de conjunto no sistema europeu de alerta de cheias, Atmospheric Science Letters 8 (4), pp. 113-119
- Demeritt, D., Cloke, H., Pappenberger, F., Thielen, J., Bartholmes, J., Ramos, M.-H. (2007) Predições e percepções de conjunto de risco, incerteza e erro na previsão de enchentes, Perigos Ambientais 7 (2), pp. 115-127
- Gouweleeuw BT, Thielen, J., Franchello G., de Roo APJ., Buizza R. (2005) Previsão de inundações usando previsão do tempo probabilística de médio alcance, Hydrology and Earth System Sciences, 9 (4), 365-380